# Gustave-Auguste Ferrié

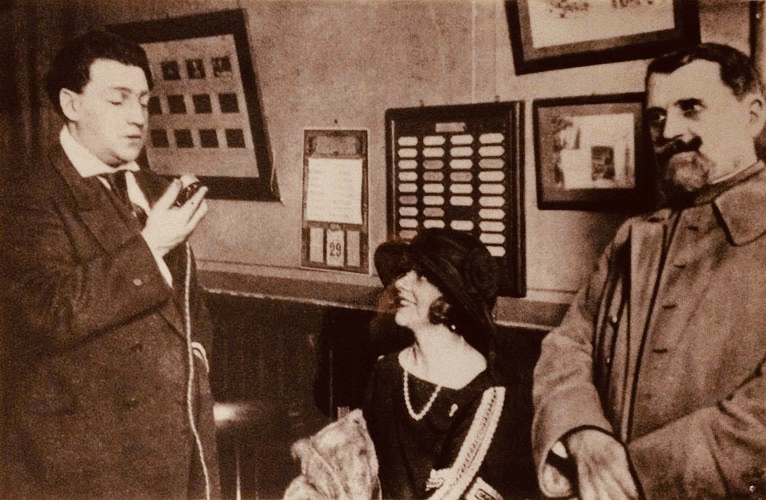
Ferrié con Yvonne Printemps e Sacha Guitry

Gustave-Auguste Ferrié (Saint-Michel-de-Maurienne, 19 novembre 1868 – Parigi, 16 febbraio 1932) è stato un ingegnere e generale francese.

## Biografia

### Primi anni
Ferrié nacque a Saint-Michel-de-Maurienne, in Savoia. Dopo aver studiato nella città meridionale di Draguignan, dove ricevette il Premio Claude Gay, si laureò all'École Polytechnique nel 1891 e divenne ufficiale del Corpo degli Ingegneri dell'esercito francese, specializzandosi nel servizio militare di telegrafia. Venne nominato membro di un comitato col compito di sperimentare la telegrafia senza fili tra Francia e Inghilterra e nel 1899 riuscì nell'intento in collaborazione con Guglielmo Marconi.
Espose le sue opere il 22 agosto 1900, quando fu organizzato a Parigi il Congresso internazionale di elettricità. Le sue opere s'intitolavano: “L'état actuel et les progrès de la télégraphie sans fil” (Stato attuale e progressi della telegrafia senza fili).
Nel 1903 Ferrié inventò un nuovo rivelatore elettrolitico, inventato indipendentemente anche da Michele Idvorsky Pupin (1899), da Reginald Fessenden (1903) e da W. Schloemilch (1903). Nello stesso anno propose di installare antenne sulla Torre Eiffel per la telegrafia senza fili a lungo raggio. Sotto la sua direzione fu installato un trasmettitore nella torre, e il raggio d'azione aumentò da un valore iniziale di 400 km a 6.000 km, raggiunto nel 1908. Sviluppò poi trasmettitori mobili per le unità militari.

### Prima guerra mondiale
Ferrié diresse la Radiotelegraphie Militaire francese prima e durante la Prima guerra mondiale, dove nel 1914 guidò due avanzamenti connessi nelle comunicazioni radio militari: la telegrafia terrestre, pratica resa possibile dall'adozione dei tubi a vuoto all'interno dei ricevitori radio. Il trasmettitore era un segnale acustico e il ricevitore un amplificatore con triodo. Entro la fine della guerra i francesi avevano prodotto quasi 10.000 di questi dispositivi.
Il Capitano Paul Brenot diresse il secondo gruppo del Servizio Telegrafico Militare di Ferrié. I membri del gruppo includevano Henri Abraham, Maurice de Broglie, Paul Laüt e Lucien Lévy. Lévy fu nominato capo del laboratorio di Telegrafia Militare della Torre Eiffel nel 1916.

### Carriera successiva
Ferrié fu promosso generale nel 1919 e mantenne tale grado fino alla sua morte, essendo stato esentato dalle norme di pensionamento da una legge speciale del 1930, e divenne ispettore generale della telegrafia militare.
Ferrié fu nominato membro dell'Institute of Radio Engineers nel 1917 e nel 1931 ricevette la Medaglia d'Onore IEEE per “il suo lavoro pionieristico nella costruzione delle comunicazioni radio in Francia e nel mondo, la sua lunga leadership nel campo delle comunicazioni e i suoi notevoli contributi all'organizzazione della cooperazione internazionale nella radio”. Ricevette un dottorato honoris causa dall'Università di Oxford nel 1919 e nel 1922 divenne membro dell'Accademia francese delle scienze. Fu il primo presidente del Comitato Nazionale Francese di Geodesia e Geofisica (1920–1926), presidente dell'International Union of Radio Science (in francese, Union Radio-Scientifique Internationale, URSI) e della Commissione Internazionale sulle Longitudini tramite Radio, e vicepresidente del Consiglio Internazionale delle Unioni Scientifiche. Ferrié fu presidente della Société astronomique de France (SAF) dalla 1925 al 1927. Nel 1927 ricevette il Premio Jules-Janssen, il massimo riconoscimento della SAF.
Ferrié morì il 16 febbraio 1932, presso l'ospedale militare Val-de-Grâce, a Parigi. Diverse ore dopo la sua morte gli fu conferita la Gran Croce della Legion d'Onore.
Oggi l'Espace Ferrié (Musée des Transmissions) continua a mantenere viva la sua memoria a Cesson-Sévigné. Due scuole sono a lui intitolate (Collège Ferrié) a Draguignan e nel X arrondissement di Parigi.